# Gran Premio motociclistico d'Olanda 1994
Il Gran Premio motociclistico d'Olanda 1994 fu il settimo Gran Premio della stagione e si disputò sabato 25 giugno 1994 sul circuito di Assen.
Nella classe 500 il vincitore fu, per la quarta volta consecutiva, Mick Doohan, davanti ad Alex Barros e Àlex Crivillé; nella classe 250 la vittoria andò a Max Biaggi, al terzo successo stagionale, seguito da Tadayuki Okada e Wilco Zeelenberg; Takeshi Tsujimura vinse la gara della classe 125, precedendo sul traguardo Jorge Martínez e Loek Bodelier, quest'ultimo al primo podio nel motomondiale. Riguardo ai sidecar, nello stesso weekend si disputò la terza gara della stagione, che vide la vittoria dell'equipaggio formato da Rolf Biland e Kurt Waltisperg.

## Classe 500

### Arrivati al traguardo
| Pos | Nº | Pilota              | Squadra               | Motocicletta  | Giri | Tempo     | Griglia | Punti |
| --- | -- | ------------------- | --------------------- | ------------- | ---- | --------- | ------- | ----- |
| 1   | 4  | Mick Doohan         | Honda Team HRC        | Honda         | 20   | 41:35.272 | 1       | 25    |
| 2   | 6  | Alex Barros         | Lucky Strike Suzuki   | Suzuki        | 20   | +1.900    | 3       | 20    |
| 3   | 8  | Àlex Crivillé       | Honda Team HRC        | Honda         | 20   | +7.446    | 5       | 16    |
| 4   | 17 | Alberto Puig        | Ducados Honda Pons    | Honda         | 20   | +17.956   | 2       | 13    |
| 5   | 1  | Kevin Schwantz      | Lucky Strike Suzuki   | Suzuki        | 20   | +23.859   | 4       | 11    |
| 6   | 10 | Doug Chandler       | Cagiva Team Agostini  | Cagiva        | 20   | +24.464   | 6       | 10    |
| 7   | 3  | Daryl Beattie       | Marlboro Team Roberts | Yamaha        | 20   | +35.032   | 9       | 9     |
| 8   | 11 | John Kocinski       | Cagiva Team Agostini  | Cagiva        | 20   | +49.137   | 8       | 8     |
| 9   | 5  | Luca Cadalora       | Marlboro Team Roberts | Yamaha        | 20   | +56.706   | 11      | 7     |
| 10  | 18 | Bernard Garcia      | Yamaha Motor France   | ROC Yamaha    | 20   | +1:08.869 | 16      | 6     |
| 11  | 51 | Jean Pierre Jeandat | JPJ Racing            | ROC Yamaha    | 20   | +1:33.281 | 13      | 5     |
| 12  | 16 | Laurent Naveau      | Euro Team             | ROC Yamaha    | 20   | +1:34.183 | 15      | 4     |
| 13  | 28 | Julián Miralles     | Team ROC              | ROC Yamaha    | 20   | +1:56.476 | 21      | 3     |
| 14  | 34 | Bruno Bonhuil       | MTD Objectif 500      | ROC Yamaha    | 20   | +1:56.761 | 24      | 2     |
| 15  | 36 | Jean Foray          | Jean Foray Racing     | ROC Yamaha    | 20   | +1:57.553 | 23      | 1     |
| 16  | 27 | Bernard Haenggeli   | Haenggeli Racing      | ROC Yamaha    | 20   | +1:57.632 | 22      |       |
| 17  | 20 | Kevin Mitchell      | MBM Racing            | Harris Yamaha | 19   | +1 giro   | 28      |       |
| 18  | 21 | Cees Doorakkers     | Team Doorakkers       | Harris Yamaha | 19   | +1 giro   | 25      |       |
| 19  | 30 | Vittorio Scatola    | Team Paton            | Paton         | 19   | +1 giro   | 30      |       |

### Ritirati
| Nº | Pilota               | Squadra                 | Motocicletta  | Giri | Griglia |
| -- | -------------------- | ----------------------- | ------------- | ---- | ------- |
| 15 | John Reynolds        | Padgett's Motorcycles   | Harris Yamaha | 14   | 12      |
| 13 | Loris Reggiani       | Aprilia Racing          | Aprilia       | 11   | 10      |
| 19 | Sean Emmett          | Shell Harris Grand Prix | Harris Yamaha | 11   | 19      |
| 14 | Jeremy McWilliams    | Millar Racing           | Yamaha        | 7    | 14      |
| 7  | Shin'ichi Itō        | Honda Team HRC          | Honda         | 5    | 7       |
| 24 | Cristiano Migliorati | Team Pedercini          | ROC Yamaha    | 4    | 27      |
| 23 | Lucio Pedercini      | Team Pedercini          | ROC Yamaha    | 4    | 26      |
| 31 | Lothar Neukirchner   | Sachsen Racing          | Harris Yamaha | 4    | 31      |
| 29 | Andreas Leuthe       | Doppler Austria         | ROC Yamaha    | 2    | 29      |
| 50 | Niall Mackenzie      | Slick 50 Team WCM       | ROC Yamaha    | 2    | 18      |
| 44 | Marc Garcia          | DR Team Shark           | ROC Yamaha    | 2    | 20      |
| 12 | Juan López Mella     | Lopez Mella Racing      | ROC Yamaha    | 1    | 17      |

## Classe 250

### Arrivati al traguardo
| Pos | Nº | Pilota                    | Moto    | Giri | Tempo     | Griglia | Punti |
| --- | -- | ------------------------- | ------- | ---- | --------- | ------- | ----- |
| 1   | 4  | Max Biaggi                | Aprilia | 18   | 38:19.086 | 1       | 25    |
| 2   | 8  | Tadayuki Okada            | Honda   | 18   | +28.702   | 4       | 20    |
| 3   | 12 | Wilco Zeelenberg          | Honda   | 18   | +28.966   | 10      | 16    |
| 4   | 28 | Ralf Waldmann             | Honda   | 18   | +29.221   | 8       | 13    |
| 5   | 11 | Nobuatsu Aoki             | Honda   | 18   | +29.732   | 5       | 11    |
| 6   | 22 | Jean-Michel Bayle         | Aprilia | 18   | +29.939   | 9       | 10    |
| 7   | 15 | Luis d'Antín              | Honda   | 18   | +56.630   | 11      | 9     |
| 8   | 19 | Eskil Suter               | Aprilia | 18   | +58.720   | 12      | 8     |
| 9   | 32 | Jurgen van den Goorbergh  | Aprilia | 18   | +59.122   | 13      | 7     |
| 10  | 16 | Patrick van den Goorbergh | Aprilia | 18   | +1:08.736 | 14      | 6     |
| 11  | 23 | Carlos Checa              | Honda   | 18   | +1:08.823 | 19      | 5     |
| 12  | 40 | Giuseppe Fiorillo         | Honda   | 18   | +1:08.881 | 17      | 4     |
| 13  | 44 | Toshihiko Honma           | Yamaha  | 18   | +1:09.408 | 15      | 3     |
| 14  | 26 | Bernd Kassner             | Aprilia | 18   | +1:18.421 | 20      | 2     |
| 15  | 27 | Adi Stadler               | Honda   | 18   | +1:39.076 | 25      | 1     |
| 16  | 38 | Luis Maurel               | Honda   | 18   | +1:39.182 | 22      |       |
| 17  | 34 | Christian Boudinot        | Aprilia | 18   | +1:39.368 | 23      |       |
| 18  | 37 | Noël Ferro                | Honda   | 18   | +1:39.399 | 24      |       |
| 19  | 33 | Kristian Kaas             | Yamaha  | 18   | +2:08.956 | 26      |       |
| 20  | 43 | Manuel Hernández          | Aprilia | 18   | +2:13.140 | 27      |       |
| 21  | 64 | Rudie Markink             | Honda   | 17   | +1 giro   | 30      |       |
| 22  | 35 | Rodney Fee                | Honda   | 17   | +1 giro   | 32      |       |
| 23  | 65 | Juanlino Kirindongo       | Honda   | 17   | +1 giro   | 33      |       |

### Ritirati
| Nº | Pilota               | Moto    | Giri | Griglia |
| -- | -------------------- | ------- | ---- | ------- |
| 36 | Alan Patterson       | Honda   | 11   | 31      |
| 30 | José Luis Cardoso    | Aprilia | 10   | 21      |
| 31 | Enrique de Juan      | Aprilia | 9    | 29      |
| 13 | Frédéric Protat      | Honda   | 7    | 28      |
| 20 | Adrian Bosshard      | Honda   | 6    | 18      |
| 5  | Doriano Romboni      | Honda   | 2    | 3       |
| 2  | Loris Capirossi      | Honda   | 2    | 2       |
| 1  | Tetsuya Harada       | Yamaha  | 2    | 7       |
| 6  | Andreas Preining     | Aprilia | 1    | 16      |
| 17 | Jean-Philippe Ruggia | Aprilia | 1    | 6       |

## Classe 125

### Arrivati al traguardo
| Pos | Nº | Pilota             | Moto    | Giri | Tempo     | Griglia | Punti |
| --- | -- | ------------------ | ------- | ---- | --------- | ------- | ----- |
| 1   | 3  | Takeshi Tsujimura  | Honda   | 17   | 39:07.728 | 4       | 25    |
| 2   | 8  | Jorge Martínez     | Yamaha  | 17   | +0.230    | 17      | 20    |
| 3   | 35 | Loek Bodelier      | Honda   | 17   | +0.942    | 8       | 16    |
| 4   | 2  | Kazuto Sakata      | Aprilia | 17   | +1.354    | 2       | 13    |
| 5   | 36 | Masaki Tokudome    | Honda   | 17   | +17.249   | 16      | 11    |
| 6   | 9  | Herri Torrontegui  | Aprilia | 17   | +17.254   | 19      | 10    |
| 7   | 7  | Oliver Petrucciani | Aprilia | 17   | +32.162   | 6       | 9     |
| 8   | 19 | Garry McCoy        | Aprilia | 17   | +36.887   | 18      | 8     |
| 9   | 28 | Hideyuki Nakajō    | Honda   | 17   | +37.022   | 20      | 7     |
| 10  | 29 | Gabriele Debbia    | Aprilia | 17   | +39.666   | 11      | 6     |
| 11  | 26 | Emilio Alzamora    | Honda   | 17   | +45.138   | 13      | 5     |
| 12  | 12 | Haruchika Aoki     | Honda   | 17   | +45.289   | 9       | 4     |
| 13  | 31 | Gianluigi Scalvini | Aprilia | 17   | +45.406   | 25      | 3     |
| 14  | 37 | Frédéric Petit     | Yamaha  | 17   | +45.744   | 24      | 2     |
| 15  | 22 | Lucio Cecchinello  | Honda   | 17   | +46.005   | 21      | 1     |
| 16  | 11 | Fausto Gresini     | Honda   | 17   | +1:12.124 | 14      |       |
| 17  | 16 | Manfred Baumann    | Yamaha  | 17   | +1:15.638 | 26      |       |
| 18  | 25 | Neil Hodgson       | Honda   | 17   | +1:24.380 | 29      |       |
| 19  | 33 | Vittorio Lopez     | Honda   | 17   | +1:28.763 | 28      |       |
| 20  | 24 | Hans Spaan         | Honda   | 17   | +1:35.495 | 30      |       |
| 21  | 42 | Rick van Etten     | Honda   | 17   | +2:03.542 | 34      |       |
| 22  | 65 | Marcel Nooren      | Honda   | 17   | +2:04.854 | 35      |       |

### Ritirati
| Nº | Pilota           | Moto    | Giri | Griglia |
| -- | ---------------- | ------- | ---- | ------- |
| 10 | Peter Öttl       | Aprilia | 16   | 5       |
| 41 | Tomomi Manako    | Honda   | 12   | 12      |
| 30 | Manfred Geissler | Aprilia | 12   | 27      |
| 32 | Stefano Perugini | Aprilia | 9    | 10      |
| 15 | Stefan Prein     | Yamaha  | 9    | 32      |
| 1  | Dirk Raudies     | Honda   | 3    | 3       |
| 64 | Bert Smit        | Honda   | 3    | 33      |
| 5  | Noboru Ueda      | Honda   | 2    | 1       |
| 4  | Yoshiaki Katō    | Yamaha  | 2    | 15      |
| 6  | Akira Saitō      | Honda   | 0    | 7       |
| 21 | Carlos Giró      | Aprilia | 0    | 22      |

### Non partiti
| Nº | Pilota           | Moto  | Griglia |
| -- | ---------------- | ----- | ------- |
| 23 | Bruno Casanova   | Honda | 23      |
| 39 | Nicolas Dussauge | Honda | 31      |

## Classe sidecar
Seconda vittoria consecutiva per l'equipaggio Rolf Biland-Kurt Waltisperg, che precede Klaus Klaffenböck-Christian Parzer e Derek Brindley-Paul Hutchinson. Ritirati Steve Webster-Adolf Hänni.
In classifica Biland si porta in testa con 50 punti, davanti a Klaffenböck a 43, Derek Brindley a 41 e a Webster a 36.

### Arrivati al traguardo (posizioni a punti)
| Pos | Pilota             | Passeggero              | Moto            | Giri | Tempo     | Punti |
| --- | ------------------ | ----------------------- | --------------- | ---- | --------- | ----- |
| 1   | Rolf Biland        | Kurt Waltisperg         | LCR-Swissauto   | 17   | 37:55.428 | 25    |
| 2   | Klaus Klaffenböck  | Christian Parzer        | LCR-Bartol      | 17   | +4.572    | 20    |
| 3   | Derek Brindley     | Paul Hutchinson         | LCR-Honda       | 17   | +8.217    | 16    |
| 4   | Ralph Bohnhorst    | Peter Brown             | LCR-Steinhausen | 17   | +10.901   | 13    |
| 5   | Paul Güdel         | Charly Güdel            | LCR-ADM         | 17   | +13.700   | 11    |
| 6   | Steve Abbott       | Julian Tailford         | Windle-Krauser  |      |           | 10    |
| 7   | Markus Egloff      | Urs Egloff              | LCR-Yamaha      |      |           | 9     |
| 8   | Jukka Lauslehto    | Juha Joutsen            | LCR-ADM         |      |           | 8     |
| 9   | Markus Bösiger     | Jürg Egli               | LCR-ADM         |      |           | 7     |
| 10  | Yoshisada Kumagaya | Rinie Bettgens          | LCR-ADM         |      |           | 6     |
| 11  | Kevin Webster      | Harry Hofsteenge        | LCR-Krauser     |      |           | 5     |
| 12  | Gary Knight        | Trevor Hopkinson        | Windle-Krauser  |      |           | 4     |
| 13  | Markus Schlosser   | Giancarlo Cavadini      | LCR-ADM         |      |           | 3     |
| 14  | Benny Janssen      | Frans Geurts van Kessel | LCR-Yamaha      |      |           | 2     |
| 15  | Reiner Koster      | Oscar Combi             | LCR-ADM         |      |           | 1     |